# Prekop Dneper‒Bug
Prekop Dneper‒Bug je najdaljši celinski ladijski prekop v Belorusiji. Povezuje reko Muhavec (pritok reke Bug) in reko Pino (pritok reke Pripjat).
Prvotno je bil prekop imenovan Kraljevi prekop (poljsko Kanał Królewski), po poljskem kralju Stanislavu Avgustu Poniatowskem (vladal 1764–1795), ki je začel gradnjo. Je pomemben del prometne žile, ki povezuje Baltsko in Črno morje. Skupna dolžina sistema vodne poti od Bresta do Pinska je 196 km, vključno z umetno vodno potjo, dolgo 105 km. Sistem vodne poti obsega:
- zahodni tok od Bresta do Kobrina
- odsek reke Muhavec s 64 km z urejeno gladino vode
- 58 km odsek med zapornicami
- vzhodni tok, odsek prekopa 47 km
- 27-kilometrski odsek reke Pine z urejeno gladino vode

Drenažno območje sistema vodne poti znaša 8500 km².

## Zgodovina

### Izvor
Gradnja prekopov je v Poljsko-litovski zvezi cvetela konec 18. stoletja. Kljub temu številni zgodnji prekopi niso več v prometu, saj so jih nadomestile železnice in avtoceste. Prekop Dneper–Bug po več širitvah še vedno zagotavlja priročno celinsko plovno pot. Do 18. stoletja je bila med Kobrinom in Pinskom vozna pot, saj je bila del pomembne daljinske trgovske poti od Črnega do Baltskega morja. Imena reke Voloke in vasi Muhovloki blizu Kobrina odražajo obstoj starodavne prevozne poti. Ljudje so se že od antičnih časov naselili vzdolž poti (Trgovska pot od Varjagov do Grkov).

### Predlog in zasnova
Sredi 17. stoletja je Jerzy Ossoliński, kronski dvorni zakladnik Poljsko-litovske zveze, prvi predlagal zamisel o nadgradnji prevozne poti s prekopom z zapornicami. Vendar se je delo začelo šele 120 let kasneje. Leta 1770 je prekop načrtoval ugledni kartograf Francišek Florian Čaki.

### Gradnja in obratovanje
Prekop je bil zgrajen v letih 1775-1784 v času vladavine Stanisława Augusta Poniatowskega, zadnjega kralja Poljsko-litovske zveze. Prvotno se je po poljskem kralju imenoval Kanał Królewski (Kraljevi kanal), saj je bil pobudnik projekta. Dodatno delo je začelo leta 1837 Rusko cesarstvo in končalo okoli 1846-1848. Za oskrbo vodnega sistema, predvsem zadrževalnikov vode, so se dela na vodotokih Beloozerski in Orehovski začela leta 1839 in končala leta 1843. Število premičnih zapornic med Brestom in Pinskom je doseglo 22. Rezultat je bil ploven prekop tudi za večja plovila, parnike od pomladi do jeseni. Leta 1847 se je Kanał Królewski preimenoval v prekop Dneprovo-Bugski. 

### Propad in opustitev
Po izgradnji železnice ob prekopu konec 19. stoletja je bil prekop večinoma namenjen za prevoz lesa, ki se je izvažal v zahodne države. Med prvo svetovno vojno prekop ni bil v uporabi.

### Rekonstrukcija
V 1920-ih je bil delno obnovljen za rečno ladjevje poljske mornarice (polj. Flotylla Rzeczna Marynarki Wojennej), bolj znano kot Pinsk flotilla. To je bila celinska veja poljske mornarice, ki je delovala na območju Pinskega barja med poljsko-sovjetsko vojno in drugo svetovno vojno. V 1920-ih sta bili zgrajeni dve zapornici.
Leta 1940 so sovjetske oblasti sprožile obsežno obnovo prekopa. Za poravnavo starega prekopa je bil v bližini Kobrina zgrajen 23 km dolg odsek prekopa. Zgrajenih je bilo osem zapornic, ki so nadomeščale premične pregrade.
Plovbo po prekopu Dneper–Bug prekinjajo prelivi na rekah Muhavec in Bug v bližini obmejnega mesta Brest. To je edino mesto, ki za zdaj onemogoča plovbo iz zahodne Evrope v Belorusijo in Ukrajino po celinskih plovnih poteh. Plovne poti od nemško-poljske meje (reka Odra, reke Warta, Brda in Noteć, prekop Bidgošč, reka Visla, reka Narew, reka Bug) so nekoč povezovale belorusko in ukrajinsko celinsko plovbo prek reke Muhavec, prekopa Dneper–Bug, reke Pripjat in reka Dneper), s čimer je bila povezana severozahodna Evropa s Črnim morjem.

### Propad in oživitev
V zadnjem času je jez v Bugu, zaradi česar ladje ne morejo mimo, povzročil precejšnje zanemarjanje najbolj zahodnega dela Muhavca; nekatere zapornice so napolnjene, do pristanišča Brest pa lahko pridejo le plovila, ki se približujejo z vzhoda.
V zadnjem času so bila izvedena prizadevanja za obnovitev prekopa v celinsko plovno pot razreda IV mednarodnega pomena. Leta 2003 je vlada Republike Belorusije sprejela program notranjega vodnega prometa in razvojni program pomorskega prometa za obnovo ladijskih zapornic preko prekopa Dneper–Bug, da bi ustrezala standardom evropske plovne poti razreda Va. Po navedbah beloruske vlade so bili obnovljeni štirje zadrževalniki in ena zapornica, ki omogočajo prehod plovil dolžine 110 metrov, širokih 12 metrov z ugrezom 2,2 metra. Pričakuje se, da se bo obnova nadaljevala v naslednjih nekaj letih.